# Il divo (película)
Il divo o La espectacular vida de Giulio Andreotti es una película italiana de 2008 escrita y dirigida por Paolo Sorrentino. Se trata de un drama biográfico sobre una de las figuras más controvertidas de la política italiana: Giulio Andreotti, presidente del Consejo de Ministros de Italia en siete ocasiones y representante de la Democracia Cristiana durante la segunda mitad del siglo XX. El personaje fue interpretado por el actor napolitano Toni Servillo, lo que lo llevó a ganar el premio David di Donatello a mejor actor y un Nastro d´argento, entre otros. El largometraje se estrenó el 23 de mayo de 2008 en el Festival de Cannes, donde recibió el Premio del Jurado. La película fue nominada a los Premios Oscar en la categoría de mejor maquillaje.

## Argumento
La película está basada en la vida de Gulio Andreotti durante los años 1991-1993. Se narra la fase que va desde los inicios de su gobierno número VII hasta el proceso de Palermo, en el cual se lo acusará de colaborar con la mafia italiana. Al comienzo de la película presenciamos una serie de asesinatos de personalidades importantes de la época como fueron Aldo Moro, Pecorelli, Falcone, Dalla Chiesa, Calvi, Sindona... Se muestra la figura del presidente como una persona tranquila que vela por el bien del país incluso si para conseguirlo hacen falta sacrificios. Lo que Sorrentino trata de exponer con este trabajo es la idea de un gobierno relacionado con la mafia y la religión.

## Premios y reconocimientos
- Festival de Cine de Cannes:
  - Paolo Sorrentino fue candidato a la Palma de Oro
  - Paolo Sorrentino obtuvo el Premio del jurado